# Chrysso isumbo
Chrysso isumbo là một loài nhện trong họ Theridiidae.
Loài này thuộc chi Chrysso. Chrysso isumbo được Alberto Barrion & James A. Litsinger miêu tả năm 1995.